# Gabriel (Čemodakov)
Gabriel (rodným jménem: Georgij Lvovič Čemodakov; * 2. června 1961, Sydney) je kněz Ruské pravoslavné církve v zahraničí a arcibiskup montrealský a kanadský.

## Život
Narodil se 2. června 1961 v Sydney. Jeho otec Lev Nikolajevič Čemodakov byl čtec v Cabramattě. Jeho matka Olga Jevgeněvna Avenarius byla Ruská Němka. V dětství jej vzdělával pravoslavný protojerej Rostislav Gan. Jeho bratr Nikita, který byl o 10 let starší vstoupil do Pravoslavného semináře Svaté Trojice v Jordanville a stal se knězem.
Roku 1980 vstoupil jako jeho bratr Pravoslavného semináře Svaté Trojice v Jordanville a studium dokončil o čtyři roky později. Zdr až do roku 1989 působil jako profesor ruské kultury a dalších předmětů. Během svého pobytu v semináři studoval malbu ikon u slavného ikonopisce archimandrity Kipriana (Pyžova).
Roku 1989 se stal kelejníkem (pomocník) metropolity Vitalije (Ustinova) a poté biskupa Hilariona (Kaprala). V březnu 1996 byla postřižen na monacha se jménem Gabriel.
Roku 1996 byl arcibiskupem syracuským a trojickým Laurem (Škurlou) vysvěcen na hierodiakona a stejného roku byl metropolitou Vitalijem vysvěcen na hieromonacha.
Dne 6. července 1996 byl jmenován biskupem brisbaneským a vikářem eparchie Sydney, Austrálie a Nový Zéland. Biskupská chirotonie proběhla o den později v monastýru Svaté Trojice v Jordanville. Hlavním světitelem byl metropolita Vitalij (Ustinov) a spolusvětliteli byli arcibiskup sanfranciscký a západoamerický Anthony (Medveděv), arcibiskup syracuský a trojický Laurus (Škurla), biskup washingtonský Hilarion (Kapral), metropolita etnijský a exarcha Americký Chrysostomos (Gonzales) a biskup fotikijský Auxentios (Chapman).
Dne 5. října 1996 byl přeložen do manhattenského vikariátu eparchie Východní Amerika a New York, kde se stal sekretářem Archijerejské synody.
Dne 14. května 2008 byl Archijerejskou synodou Ruské pravoslavné církve v zahraničí jmenován biskupem Montréalu a Kanady.
Dne 17. května 2011 byl povýšen na arcibiskupa.

## Řády a vyznamenání

### Církevní
- 2011 – Řád přepodobného Sergija Radoněžského 2. třídy
- 2016 – Řád svatého Innokentija Moskevského 2. třídy